# كريستيان ساسينو
كريستيان ساسينو (بالألمانية: Christian Saceanu)‏ مواليد 8 يوليو 1968 في كلوج نابوكا، هو لاعب كرة مضرب ألماني سابق بدأ مسيرته كمحترف سنة 1986 وكان يلعب باليد اليمنى. أعلى تصنيف له في الفردي كان المركز الـ 60 في سنة 1988.

## النهائيات

### الفردي
| الحصيلة | الرقم | التاريخ       | الدورة     | الأرضية | المنافس       | النتيجة       |
| ------- | ----- | ------------- | ---------- | ------- | ------------- | ------------- |
| الوصافة | 1.    | 19 يوليو 1987 | ليفينغستون | صلبة    | يوهان كريك    | 6–7, 6–3, 2–6 |
| الفوز   | 1.    | 19 يوليو 1988 | بريستول    | عشبية   | راميش كريشنان | 6–4, 2–6, 6–2 |
| الفوز   | 2.    | 14 يونيو 1991 | روزمالين   | عشبية   | ميشيل شابيرس  | 6–1, 3–6, 7–5 |

## روابط خارجية
- كريستيان ساسينو على موقع رابطة محترفي التنس (الإنجليزية)
- كريستيان ساسينو على موقع الاتحاد الدولي لكرة المضرب (الإنجليزية)
- كريستيان ساسينو على موقع خلاصة التنس.كوم (الإنجليزية)